# X1 Centauri
x1 Centauri (x1 Cen) é uma estrela na constelação de Centaurus. Tem uma magnitude aparente visual de 5,31, sendo visível a olho nu em locais com pouca poluição luminosa. Com base em medições de paralaxe pelo satélite Gaia, está localizada a aproximadamente 418 anos-luz (128 parsecs) da Terra.
x1 Centauri é uma estrela de classe B da sequência principal com um tipo espectral de B8/B9V. Tem uma massa igual a 3 vezes a massa solar e um raio equivalente a 3,6 raios solares. Sua fotosfera irradia energia com 150 vezes a luminosidade solar a uma temperatura efetiva de 10 464 K, dando à estrela a coloração azul-branca típica de estrelas de classe B. Sua idade é estimada em 151 milhões de anos. Não possui estrelas companheiras conhecidas, mas pode formar um par de movimento comum com x2 Centauri, que está separada de x1 Centauri por 26 minutos de arco, já que as duas estrelas têm movimento próprio e distância semelhantes.